# Of Late I Think of Cliffordville
"Of Late I Think of Cliffordville" is een aflevering van de Amerikaanse televisieserie The Twilight Zone.

## Plot

### Opening
Witness a murder. The killer is Mr. William Feathersmith, a robber baron whose body composition is made up of a refrigeration plant covered by thick skin. In a moment, Mr. Feathersmith will proceed on his daily course of conquest and calumny with yet another business dealing. But this one will be one of those bizarre transactions that take place in an odd marketplace known as the Twilight Zone.
— Rod Serling

### Verhaal
William J. Feathersmith, de 75 jaar oude president van een groot bedrijf, staat bij iedereen bekend als een egoïstische zeurkous die voortdurend aan zijn jongere jaren denkt. Zijn vele succes begint hem te vervelen. Op een dag vertelt hij de conciërge, Mr. Hecate, over zijn oude thuisstad, Cliffordville, Indiana. Zowel Feathersmith als Hecate werken al 34 jaar in hetzelfde gebouw. Feathersmith zou graag terugkeren naar Cliffordville om zijn leven opnieuw te beginnen.
Dan ontmoet Feathersmith de duivel in de gedaante van een reisbureaumedewerkster. Ze bevindt zich op een verdieping die voorheen niet bestond en waar de lift plotseling stopt. Ze biedt Feathersmith een ruil aan: zijn ziel in ruil voor de kans zijn leven over te doen. Daar zijn ziel feitelijk al aan de duivel toebehoort, omdat Feathersmith in de afgelopen jaren veel mensen tot zelfmoord heeft gedreven met het kopen van hun bedrijven, gaat hij akkoord. De duivel geeft Feathesmith zijn jongere lichaam van 34 jaar geleden en transporteert hem terug naar het Cliffordville van 1910 met 1412,14 dollar.
Eenmaal in Cliffordville koopt Feathersmith van zijn geld een stukje land waarvan hij weet dat er in de nabije toekomst olie gevonden gaat worden. Hij vergeet alleen dat de grote boor die nodig is om deze olie op te graven nog niet uitgevonden is in 1910. Feathersmith probeert met kennis over de toekomst weer een fortuin op te bouwen door o.a. in auto’s te investeren, maar ontdekt al snel dat hij de juiste ervaring mist om deze investeringen succesvol te doen.
Uiteindelijk krijgt Feathersmith spijt van zijn daad. Hij vraagt de duivel om hem terug te brengen naar het heden. Hiervoor moet hij wel beloven zijn leven te beteren en zich aardiger op te stellen tegen anderen. Feathersmith verkoopt het stuk land aan de jonge Hecate uit 1910 en vertrekt weer naar de toekomst. Daar blijkt Hecate door de olie op zijn land zo rijk te zijn geworden dat hij nu de president is van het bedrijf en Feathersmith de conciërge.

### Slot
Mr. William J. Feathersmith, tycoon, who tried the track one more time and found it muddier than he remembered—proving with at least a degree of conclusiveness that nice guys don't always finish last, and some people should quit when they're ahead. Tonight's tale of iron men and irony, delivered F.O.B. from the Twilight Zone."
— Rod Serling

## Rolverdeling
- Albert Salmi: Feathersmith
- Julie Newmar: Ms Devlin (de duivel)
- John Anderson: Deidrich
- Wright King: Hecate
- Raymond Gibbons: man
- Harmon Clark: John
- Hugh Sanders: Cronk

## Trivia
- Rod Serling baseerde het verhaal van deze aflevering op het korte verhaal "Blind Alley" van Malcolm Jameson.
- In het originele verhaal keert Feathersmith als oude man terug in het heden, en sterft vrijwel direct na aankomst.
- Een sketch van de show Saturday Night Live bevat een soortgelijk verhaal, maar dan zonder de bovennatuurlijke elementen. In deze sketch wisselen een CEO en een conciërge die samen al jaren in hetzelfde gebouw werken een paar keer van positie.